# Wilhelm August Spengler
Wilhelm August Spengler (Cuijk, 13 december 1770 – Curaçao, 20 oktober 1831) was marineofficier en gouverneur van St. Eustatius, St. Maarten en Saba.

## Levensloop
Spengler was de zoon van Laurens Spengler en Anna Geertruida Hummel, vernoemd naar zijn grootvader Willem August Hommel. Spengler maakte gebruik van het tussenvoegsel ‘van’, daarmee een adellijke titel suggererend. Hij was daarin niet de enige, ook zijn broer Johan Cox Spengler deed dit. 
In 1791 week Spengler als luitenant bij het korps Mineurs met het Oranjehuis uit naar Engeland. In 1796 kreeg hij een zg. „allowance" van de Engelse koning. In 1799 nam hij deel aan de inval van de Engelsen en Russen in Noord-Holland, waarbij hij als zee-luitenant belast werd met het bevel over een van de schepen dat bij Den Helder in handen van de Engelsen was gevallen (het fregat Heldin). In Engeland huwde hij in 1801 Harriet Graham, uit welk huwelijk een dochter, Suze, geboren is.
Onder koning Lodewijk Napoleon keerde Spengler naar Holland terug, deze benoemde hem in 1808 tot ridder in de orde der Unie. Uit de Gedenkschriften van Anton Reinhard Falck is het bekend, dat Wilhelm August Spengler al in deze tijd dong naar een gouverneurschap van St. Eustatius en de koning ook wel bereid was hem te benoemen, maar keizer Napoleon er niet van wilde weten
Op 7 oktober 1816 kwam Spengler op Curaçao aan om daar tot havenmeester en later tevens als loods te worden benoemd. Kort na het overlijden op Curaçao van zijn eerste vrouw trouwde hij met Amalia Louisa Jutting, uit welk huwelijk 14 april 1818 een zoon Laurens Wilhelm geboren werd. Vanaf 1818 werkte hij als tolk in de talen Frans, Duits en Engels. In 1819 volgde Spengler graaf De Larrey op als lid van de Raad van civiele en criminele justitie, weliswaar zonder juridische opleiding. In 1820 had hij enige maanden ziekteverlof op Aruba en bood zelf aan om in die tijd een kaart te maken van het eiland, deze bestond namelijk nog niet. Deze kaart zou de basis zijn voor alle kaarten die de volgende jaren daarop volgden.
Spengler werd in maart 1823 tot gouverneur benoemd van St. Eustatius, St. Maarten en Saba, bij Koninklijk besluit van 6 juli 1822. Deze post bekleedde hij tot 1828, toen de door de koning naar de West gestuurde commissaris-generaal Johannes van den Bosch hem ontsloeg. Enkele jaren later overleed Wilhelm August Spengler, op bijna 61-jarige leeftijd.